# Championnats d'Afrique d'athlétisme 2016
Navigation
La 20e édition des championnats d'Afrique d'athlétisme se déroule du 22 au 26 juin 2016 au Kings Park Stadium de Durban en Afrique du Sud.
La compétition avait déjà eu lieu au même endroit en 1993.
589 athlètes issus de 45 pays participent à la compétition.

## Résultats

### Hommes
| Épreuves | Or                                                                                       | Argent                                                                                    | Bronze                                                                                 |
| --- | ---------------------------------------------------------------------------------------- | ----------------------------------------------------------------------------------------- | -------------------------------------------------------------------------------------- |
| 100 m (Vent : + 2,4 m/s) | Ben Youssef Méité 9 s 95                                                                 | Mosito Lehata 10 s 04                                                                     | Akani Simbine 10 s 05                                                                  |
| 200 m (Vent : + 1,8 m/s) | Wayde van Niekerk 20 s 02                                                                | Adama Jammeh 20 s 45                                                                      | Emmanuel Matadi 20 s 55                                                                |
| 400 m | Baboloki Thebe 44 s 69                                                                   | Karabo Sibanda 45 s 42                                                                    | Chidi Okezie 45 s 76                                                                   |
| 800 m | Nijel Amos 1 min 45 s 11                                                                 | Jacob Rozani 1 min 45 s 38                                                                | Rynardt van Rensburg 1 min 46 s 15                                                     |
| 1 500 m | Fouad el-Kaam 3 min 39 s 49                                                              | Timothy Cheruiyot 3 min 39 s 71                                                           | Vincent Letting 3 min 40 s 78                                                          |
| 5 000 m | Douglas Kipserem 13 min 13 s 35                                                          | Elroy Gelant 13 min 15 s 13                                                               | Mangata Ndiwa 13 min 16 s 85                                                           |
| 10 000 m | Stephen Mokoka 28 min 2 s 97                                                             | Wilfred Kimitei 28 min 3 s 18                                                             | Namakoe Nkhasi 28 min 6 s 33                                                           |
| 20 km marche | Samuel Gathimba 1 h 19 min 24 s (CR)                                                     | Hassanine Sebei 1 h 20 min 57 s                                                           | Lebogang Shange 1 h 21 min 41 s                                                        |
| 110 m haies | Antonio Alkana 13 s 43 (CR)                                                              | Tyron Akins 13 s 74                                                                       | Mohamed Koussi 13 s 94                                                                 |
| 400 m haies | Boniface Tumuti 49 s 20                                                                  | Amadou Ndiaye 49 s 41                                                                     | Haron Koech 49 s 41                                                                    |
| 3 000 m steeple | Chala Beyo 8 min 21 s 02                                                                 | Tolosa Nurgi 8 min 22 s 79                                                                | Abraham Kibiwott 8 min 24 s 19                                                         |
| 4 × 100 m | Afrique du Sud Emile Erasmus Wayde van Niekerk Tlotliso Leotlela Akani Simbine 38 s 84   | Côte d'Ivoire Émilien Tchan Bi Chan Arthur Cissé Wilfried Koffi Ben Youssef Meïté 38 s 98 | Zambie Hazemba Chindamba Titus Kafunda Brian Kasinda Sydney Siame 39 s 77              |
| 4 × 400 m | Botswana Karabo Sibanda Baboloki Thebe Onkabetse Nkobolo Leaname Maotoanong 3 min 2 s 20 | Kenya Boniface Tumuti Boniface Mweresa Alphas Kishoyian Aron Koech 3 min 4 s 25           | Afrique du Sud Jon Seeliger Shaun de Jager Ofentse Mogawane L. J. van Zyl 3 min 4 s 73 |
| Saut en hauteur | Mathieu Kiplagat Sawe 2,21 m                                                             | Keagan Fourie 2,18 m                                                                      | Fernand Djoumessi 2,15 m                                                               |
| Saut à la perche | Hichem Cherabi 5,30 m                                                                    | Mohamed Romdhana 5,20 m                                                                   | Jordan Yamoah 5,00 m                                                                   |
| Saut en longueur | Rushwal Samaai 8,40 m (+ 2,9 m/s)                                                        | Luvo Manyonga 8,23 m (+ 4,2 m/s)                                                          | Ruri Rammokolodi 7,90 m (+ 5,5 m/s)                                                    |
| Triple saut | Tosin Oke 17,13 m                                                                        | Hugues Fabrice Zango 16,81 m                                                              | Godfrey Khotso Mokoena 16,77 m                                                         |
| Lancer du poids | Jaco Engelbrecht 20,00 m                                                                 | Franck Elemba 19,89 m                                                                     | Stephen Mozia 19,84 m                                                                  |
| Lancer du disque | Russell Tucker 61,44 m                                                                   | Stephen Mozia 59,16 m                                                                     | Dewaald van Heerden 58,44 m                                                            |
| Lancer du marteau | Eslam Ahmed Ibrahim 68,92 m                                                              | Chris Harmse 67,67 m                                                                      | Tshepang Makhethe 65,54 m                                                              |
| Lancer du javelot | Phil-Mar van Rensburg 76,04 m                                                            | John Ampomah 75,22 m                                                                      | Alex Kiprotich 74,08 m                                                                 |
| Décathlon | Fredriech Pretorius 7 780 pts                                                            | Atsu Nyamadi 7 501 pts                                                                    | Ali Kamé 6 892 pts                                                                     |
| Records et Performances - AR : Record continental (area record) - CR : Record des championnats (championship record) - MR : Record du meeting (meet record) - NR : Record national (national record) - OR : Record olympique (olympic record) - PR : Record paralympique (paralympic record) - PB : Record personnel (personal best) - SB : Meilleure performance personnelle de la saison (season's best) - WL : Meilleure performance mondiale de l'année (world leader) - WJR : Record du monde junior (world junior record) - WR : Record du monde (world record) Circonstances et Conditions - DNF : N'a pas terminé (did not finish) - DNS : N'a pas pris le départ (did not start) - DQ : Disqualification (disqualification) - NM : Aucun essai valable enregistré (No Mark) - Q : Qualifié « directement » au prochain tour (ou à la prochaine compétition), lors d'une compétition majeure, grâce au classement ou à la réalisation des minima (automatic qualifier) - q : Qualifié au prochain tour (ou à la prochaine compétition), lors d'une compétition majeure, grâce au repêchage ou à la réalisation de l'une des meilleures performances parmi celles des « non qualifiés directement » (grâce au meilleur temps ou à la meilleure distance par exemple) (secondary qualifier) |                                                                                          |                                                                                           |                                                                                        |

### Femmes
| Épreuves | Or                                                                                            | Argent                                                                                | Bronze                                                                                          |
| --- | --------------------------------------------------------------------------------------------- | ------------------------------------------------------------------------------------- | ----------------------------------------------------------------------------------------------- |
| 100 m (Vent : + 2,0 m/s) | Murielle Ahouré 10 s 99 (CR)                                                                  | Carina Horn 11 s 07                                                                   | Marie-Josée Ta Lou 11 s 15                                                                      |
| 200 m (Vent : + 1,2 m/s) | Marie-Josée Ta Lou 22 s 81                                                                    | Alyssa Conley 22 s 84                                                                 | Gina Bass 22 s 92                                                                               |
| 400 m | Kabange Mupopo 51 s 56                                                                        | Margaret Wambui 52 s 24                                                               | Patience Okon George 52 s 33                                                                    |
| 800 m | Caster Semenya 1 min 58 s 20                                                                  | Malika Akkaoui 2 min 0 s 24                                                           | Emily Cherotich 2 min 0 s 70                                                                    |
| 1 500 m | Caster Semenya 4 min 1 s 99 (CR)                                                              | Rababe Arafi 4 min 3 s 95                                                             | Adanech Anbesa Feyisa 4 min 5 s 22                                                              |
| 5 000 m | Sheila Chepkirui 15 min 5 s 45 (CR)                                                           | Margaret Chelimo 15 min 7 s 56                                                        | Dera Dida 15 min 15 s 26                                                                        |
| 10 000 m | Alice Aprot 30 min 26 s 94 (CR)                                                               | Jackline Chepngeno 31 min 27 s 73                                                     | Joyline Jepkosgei 31 min 28 s 28                                                                |
| 20 km marche | Grace Wanjiru 1 h 30 min 43 s (AR,CR)                                                         | Yehualye Belete Mitiku 1 h 31 min 58 s                                                | Chahinez Nasri 1 h 34 min 45 s                                                                  |
| 100 m haies (Vent : + 1,6 m/s) | Claudia Heunis 13 s 35                                                                        | Marthe Koala 13 s 36                                                                  | Maryke Brits 13 s 47                                                                            |
| 400 m haies | Wenda Nel 54 s 86                                                                             | Maureen Jelagat 56 s 12                                                               | Tameka Jameson 57 s 17                                                                          |
| 3 000 m steeple | Norah Jeruto 9 min 25 s 07 (CR)                                                               | Agnes Chesang 9 min 27 s 22                                                           | Weynshet Ansa 9 min 39 s 89                                                                     |
| 4 × 100 m | Afrique du Sud Carina Horn Alyssa Conley Tebogo Mamathu Tamzin Thomas 43 s 66                 | Ghana Flings Owusu-Agyapong Gemma Acheampong Beatrice Gyaman Janet Amponsah 44 s 05   | Côte d'Ivoire Adeline Gouénon Marie-Josée Ta Lou Mireille-Parfaite Gaha Murielle Ahouré 44 s 29 |
| 4 × 400 m | Afrique du Sud Wenda Nel Justine Palframan Jeanelle Griesel Caster Semenya 3 min 28 s 49 (NR) | Nigeria Omolara Omotosho Regina George Patience Okon George Yinka Ajayi 3 min 29 s 94 | Kenya Maureen Jelagat Jacinta Shikanda Maureen Thomas Margaret Nyairera 3 min 30 s 21           |
| Saut en hauteur | Lissa Labiche 1,85 m                                                                          | Doreen Amata 1,82 m                                                                   | Basant Mosaad Mohamed Hassan 1,79 m                                                             |
| Saut à la perche | Syrine Balti 4,00 m                                                                           | Dora Mahfoudhi 3,80 m                                                                 | Nisrine Dinar 3,60 m                                                                            |
| Saut en longueur | Ese Brume 6,57 m (+ 2,8 m/s)                                                                  | Joëlle Mbumi Nkouindjin 6,39 m (+ 2,6 m/s)                                            | Sarah Ngongoa 6,34 m (+ 2,7 m/s)                                                                |
| Triple saut | Nadia Eke 13,42 m (+ 2,8 m/s)                                                                 | Joëlle Mbumi Nkouindjin 13,37 m (+ 0,8 m/s)                                           | Patience Ntshingila 13,24 m (+ 0,8 m/s)                                                         |
| Lancer du poids | Auriol Dongmo 17,64 m (CR)                                                                    | Nwanneka Okwelogu 17,07 m                                                             | Chioma Onyekwere 15,71 m                                                                        |
| Lancer du disque | Nwanneka Okwelogu 56,75 m                                                                     | Chinwe Okoro 55,67 m                                                                  | Chioma Onyekwere 53,91 m                                                                        |
| Lancer du marteau | Amy Sène 68,35 m (CR)                                                                         | Lætitia Bambara 68,12 m                                                               | Sarah Bensaad 62,53 m                                                                           |
| Lancer du javelot | Sunette Viljoen 64,08 m                                                                       | Jo-Ane van Dyk 56,22 m                                                                | Pascaline Adanhouegbe 54,88 m                                                                   |
| Heptathlon | Uhunoma Osazuwa 6 153 pts                                                                     | Marthe Koala 5 952 pts                                                                | Elizabeth Dadzie 5 730 pts                                                                      |
| Records et Performances - AR : Record continental (area record) - CR : Record des championnats (championship record) - MR : Record du meeting (meet record) - NR : Record national (national record) - OR : Record olympique (olympic record) - PR : Record paralympique (paralympic record) - PB : Record personnel (personal best) - SB : Meilleure performance personnelle de la saison (season's best) - WL : Meilleure performance mondiale de l'année (world leader) - WJR : Record du monde junior (world junior record) - WR : Record du monde (world record) Circonstances et Conditions - DNF : N'a pas terminé (did not finish) - DNS : N'a pas pris le départ (did not start) - DQ : Disqualification (disqualification) - NM : Aucun essai valable enregistré (No Mark) - Q : Qualifié « directement » au prochain tour (ou à la prochaine compétition), lors d'une compétition majeure, grâce au classement ou à la réalisation des minima (automatic qualifier) - q : Qualifié au prochain tour (ou à la prochaine compétition), lors d'une compétition majeure, grâce au repêchage ou à la réalisation de l'une des meilleures performances parmi celles des « non qualifiés directement » (grâce au meilleur temps ou à la meilleure distance par exemple) (secondary qualifier) |                                                                                               |                                                                                       |                                                                                                 |

## Tableau des médailles[4]
| Rang | Nation              | Or | Argent | Bronze | Total |
| ---- | ------------------- | -- | ------ | ------ | ----- |
| 1    | Afrique du Sud      | 16 | 9      | 8      | 33    |
| 2    | Kenya               | 8  | 8      | 8      | 24    |
| 3    | Nigeria             | 4  | 5      | 7      | 15    |
| 4    | Côte d'Ivoire       | 3  | 1      | 2      | 6     |
| 5    | Botswana            | 3  | 1      | 1      | 5     |
| 6    | Ghana               | 1  | 3      | 2      | 6     |
| 6    | Tunisie             | 1  | 3      | 2      | 6     |
| 8    | Éthiopie            | 1  | 2      | 3      | 6     |
| 9    | Cameroun            | 1  | 2      | 2      | 5     |
| 9    | Maroc               | 1  | 2      | 2      | 5     |
| 11   | Sénégal             | 1  | 1      | 0      | 2     |
| 12   | Égypte              | 1  | 0      | 1      | 2     |
| 12   | Zambie              | 1  | 0      | 1      | 2     |
| 14   | Algérie             | 1  | 0      | 0      | 1     |
| 14   | Seychelles          | 1  | 0      | 0      | 1     |
| 16   | Burkina Faso        | 0  | 4      | 0      | 4     |
| 17   | Gambie              | 0  | 1      | 1      | 2     |
| 17   | Lesotho             | 0  | 1      | 1      | 2     |
| 19   | République du Congo | 0  | 1      | 0      | 1     |
| 20   | Bénin               | 0  | 0      | 1      | 1     |
| 20   | Liberia             | 0  | 0      | 1      | 1     |
| 20   | Madagascar          | 0  | 0      | 1      | 1     |